# Megabracon mirus
Megabracon mirus är en stekelart som först beskrevs av Gyöö Viktor Szépligeti 1901.  Megabracon mirus ingår i släktet Megabracon och familjen bracksteklar. Inga underarter finns listade i Catalogue of Life.